# Championnats du monde de patinage de vitesse sur piste courte 2014
Navigation
Édition précédente Édition suivante
Les Championnats du monde de patinage de vitesse sur piste courte se déroulent à Montréal au Canada entre le 14 mars 2014 et le 16 mars 2014. L'évènement est géré par l'Union internationale de patinage.
Il y a douze épreuves au total : six pour les hommes et six pour les femmes. Les différentes distances sont le 500 mètres, le 1 000 mètres, le 1 500 mètres, le 3 000 mètres, le relais de 3 000 mètres (5 000 mètres pour les hommes) et un titre décerné au meilleur patineur sur l'ensemble des épreuves.

## Palmarès
| Épreuves        | Or              | Argent         | Bronze          |
| --------------- | --------------- | -------------- | --------------- |
| Hommes          |                 |                |                 |
| 500 m           | Wu Dajing       | J.R. Celski    | Charles Hamelin |
| 1 000 m         | Victor An       | Sjinkie Knegt  | Park Se-young   |
| 1 500 m         | Charles Hamelin | Han Tianyu     | Park Se-young   |
| 3 000 m         | J.R. Celski     | Shi Jingnan    | Victor An       |
| 5 000 m relais  | Pays-Bas        | Corée du Sud   | Royaume-Uni     |
| Toutes épreuves | Victor An       | J.R. Celski    | Charles Hamelin |
| Femmes          |                 |                |                 |
| 500 m           | Park Seung-hi   | Elise Christie | Fan Kexin       |
| 1 000 m         | Shim Suk-hee    | Park Seung-Hi  | Valérie Maltais |
| 1 500 m         | Shim Suk-hee    | Kim Alang      | Park Seung-hi   |
| 3 000 m         | Shim Suk-hee    | Jessica Smith  | Valérie Maltais |
| 3 000 m relais  | Chine           | Canada         | Italie          |
| Toutes épreuves | Shim Suk-hee    | Park Seung-hi  | Valérie Maltais |

## Tableau des médailles
| Rang | Nation       | Or | Argent | Bronze | Total |
| ---- | ------------ | -- | ------ | ------ | ----- |
| 1    | Corée du Sud | 5  | 4      | 3      | 12    |
| 2    | Chine        | 2  | 2      | 1      | 5     |
| 3    | Russie       | 2  | 0      | 1      | 3     |
| 4    | États-Unis   | 1  | 3      | 0      | 4     |
| 5    | Canada       | 1  | 1      | 5      | 7     |
| 6    | Pays-Bas     | 1  | 1      | 0      | 2     |
| 7    | Royaume-Uni  | 0  | 1      | 1      | 2     |
| 8    | Italie       | 0  | 0      | 1      | 1     |